# القصائد العاطفية
القصيدة العاطفية هي أسلوب عاطفي للموسيقى يتعامل غالبًا مع العلاقات الرومانسية والحميمة، وبدرجة أقل، الوحدة، الموت، الحرب، تعاطي المخدرات، السياسة والدين. عادة ما يكون بطريقة مؤثرة ولكن رسمية. تكون القصص عمومًا ذات نغمة كافية لجذب انتباه المستمع.
توجد القصص العاطفية في معظم أنواع الموسيقى، مثل موسيقى البوب معروف أيضا ببساطة كـ آر أند بي) هو نوع الموسيقى التي تجمع بين عناصر الريذم أند بلوز، البوب، الفانك، السول والهيب هوب  عادة ما تكون بطيئة في الإيقاع، تميل القصص إلى أن يكون لها ترتيب موسيقي غني يؤكد على لحن الأغنية وتناغمها. بشكل مميز، تستخدم القصص القصصية آلات صوتية مثل القيثارات والبيانو والساكسفون وأحيانًا مجموعة الأوركسترا. تميل العديد من القصص الشعبية الحديثة إلى عرض آلات المزج وآلات الطبول وحتى، إلى حد ما، إيقاع الرقص.
ترجع جذور الأغاني العاطفية إلى صناعة الموسيقى في وقت مبكر من زقاق تين بان في أواخر القرن التاسع عشر. كانت تُعرف في البداية باسم «رعشات الدموع» أو «قصائد غرفة الرسم»، وكانت عمومًا أغاني عاطفية، وسردية، نُشرت بشكل منفصل كجزء من الأوبرا، وربما تكون من نسل الأغاني النقدية. عندما بدأت أنواع جديدة من الموسيقى في الظهور في أوائل القرن العشرين، تلاشت شعبيتها، لكن الارتباط بالعاطفة أدى إلى استخدام مصطلح القصائد الغنائية من الخمسينيات فصاعدًا.

## تاريخ القصائد الغنائية

### بداية التأريخ
ترجع جذور الأغاني العاطفية إلى اللغة الفرنسية في العصور الوسطى والتي كانت في الأصل «أغاني راقصة». كانت الأغنية من السمات المميزة بشكل خاص للشعر، والأغنية الشعبية للجزر البريطانية من فترة العصور الوسطى المتأخرة حتى القرن التاسع عشر. استخدمت القصائد الغناءية على نطاق واسع في جميع أنحاء أوروبا، بعد ذلك في الأمريكتين وأستراليا وشمال إفريقيا.   كأغاني سردية.هنالك إشارة في كتاب ويليام لانجلاند بيرس بلومان إلى أن القصص الغنائية عن روبن هود كانت تُغنى على الأقل من أواخر القرن الرابع عشر وأن أقدم مادة مفصلة هي مجموعة وينكين دي وورد من قصائد روبن هود المطبوعة حوالي عام 1495.

### القرن الثامن عشر - أوائل القرن العشرين

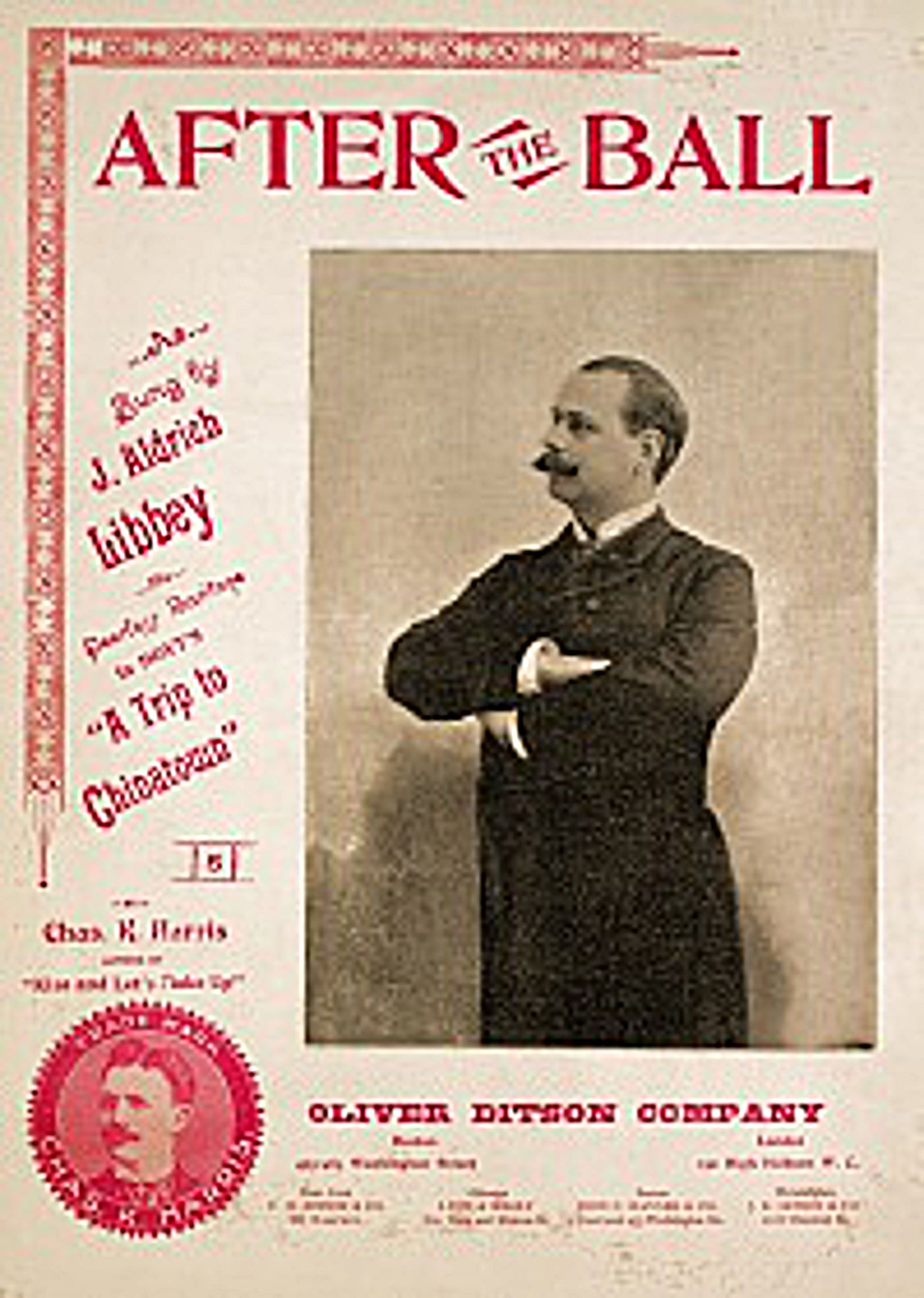
كانت أغنية " After the Ball " من تأليف Charles K. Harris أنجح أغنية في عصرها، حيث بيعت أكثر من مليوني نسخة من الموسيقى الورقية.

ألفت القصص في ذلك الوقت في مقاطع مع امتدادات أسطر بديلة. كان في استطاعة الراقصون أن يغنوا هذه العبارات في الوقت المناسب مع الرقص. في القرن الثامن عشر، تطورت أوبرا القصص كشكل من أشكال الترفيه المسرحي الإنجليزي، في أمريكا، يتم التمييز بين القصص المنسوخة من الأغاني الأوروبية، وخاصة الأغاني البريطانية والأيرلندية، و «القصص الأمريكية الأصلية»، التي تم تطويرها دون الرجوع إلى الأغاني السابقة. كان التطور الآخر هو تطور أغنية البلوز، التي مزجت النوع مع الموسيقى الأفريقية الأمريكية.
في أواخر القرن التاسع عشر، حاول العالِم الدنماركي سفيند جروندفيج والأستاذ فرانسيس جيمس تشايلد تسجيل وتصنيف القصائد والأغاني المعروفة في مناطقهم.  منذ وفاة فرانسيس قبل كتابة تعليق على عمله، فمن غير المؤكد بالضبط كيف ولماذا قام بتمييز 305 القصص المطبوعة التي سيتم نشرها باسم The English and Scottish Popular Ballads. كانت هناك العديد من المحاولات المختلفة لتصنيف الأغاني التقليدية حسب الموضوع، لكن الأنواع التي حددت بشكل شائع هي الأغاني الدينية، الخيالية، المأساوية، أغاني الحب، التاريخية، الأسطورية والفكاهية.
بحلول العصر الفيكتوري، أصبحت القصيدة القصصية تعني أي أغنية شعبية عاطفية، وخاصة ما تسمى «الأغاني الملكية». وتجسد بعض أغاني ستيفن فوستر هذا النوع. بحلول العشرينات، استخدم مؤلفو«زقاق تين بان وبرودواي» القصيدة الشعبية للإشارة إلى نغمة عاطفية بطيئة أوأغنية حب، يقوم مغنين الجاز أحيانًا بتوسيع المصطلح ليشمل جميع مقطوعات الإيقاع البطيء. تشمل الأغاني العاطفية البارزة لهذه الفترة، «ليتل روزوود كاسكيت» (1870)، «بعد الكرة» (1892)، و «داني بوي» (1913).

### من الخمسينيات إلى الستينيات

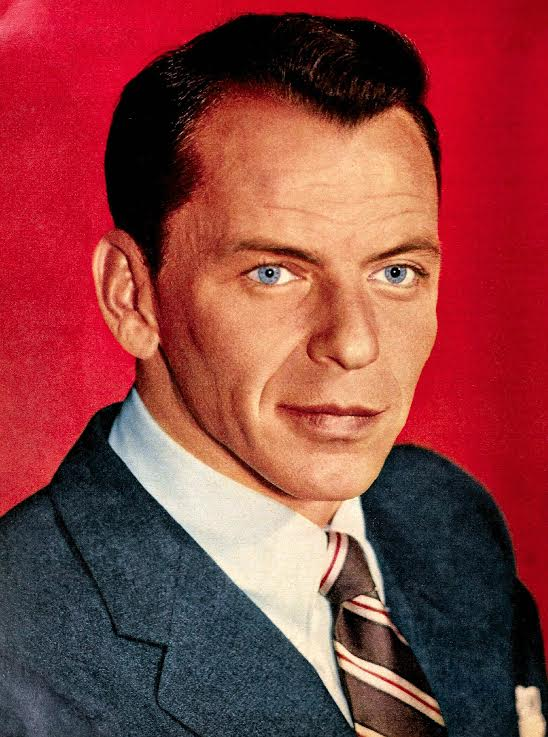
في عام 1962 ، أصدر فرانك سيناترا Sinatra and Strings ، وهي مجموعة من القصص الشعبية القياسية، والتي أصبحت واحدة من أكثر الأعمال التي نالت استحسان النقاد في فترة Reprise بأكملها في سيناترا.

من بين المغنين العاطفيين الشعبيين في هذه الحقبة الفنان فرانك سيناترا وإيلا فيتزجيرالد وآندي ويليامز وجوني ماتيس وكوني فرانسيس وبيري كومو. كانت تسجيلاتهم عادةً عبارة عن أوركسترا خصبة لأغاني موسيقى الروك أند رول أو البوب الحالية أو الحديثة. انخرط العديد من المطربين في موسيقى الجاز الصوتية في الستينيات وانبعاث موسيقى السوينغ، والتي كان يشار إليها أحيانًا باسم «الاستماع السهل» وكانت، في جوهرها، إحياءً لشعبية «الفرق الموسيقية» التي كانت شائعة خلال عصر التأرجح، ولكن مع مزيد من التركيز على المطرب والعاطفة.

### السبعينيات
سوفت روك، وهو نوع فرعي يتكون أساسًا من القصص، مشتق من موسيقى الروك الشعبية في أواخر الستينيات، باستخدام الآلات الصوتية مع التركيز بشكل أكبر على اللحن والتناغم. كان من بين كبار فناني الأغاني العاطفية في هذا العقد باربرا سترايسند ونانا موسكوري. بحلول أوائل سبعينيات القرن الماضي، بدأ عزف الأغاني الشعبية الأكثر رقة من قبل وآن موراي وجون دنفر وباري مانيلو
كما أنتجت بعض الأعمال الموجهة نحو موسيقى الروك مثل Queen and the Eagles
عندما تظهر كلمة قصيدة غنائية في عنوان أغنية، على سبيل المثال في " The Ballad of John and Yoko " لفرقة البيتلز (1969) فإن الموسيقى الشعبية المعنى ضمنيًا بشكل عام. أحيانًا ما يتم تطبيق المصطلح "Ballad " على الأغاني القصصية بشكل عام

### الثمانينيات والتسعينيات

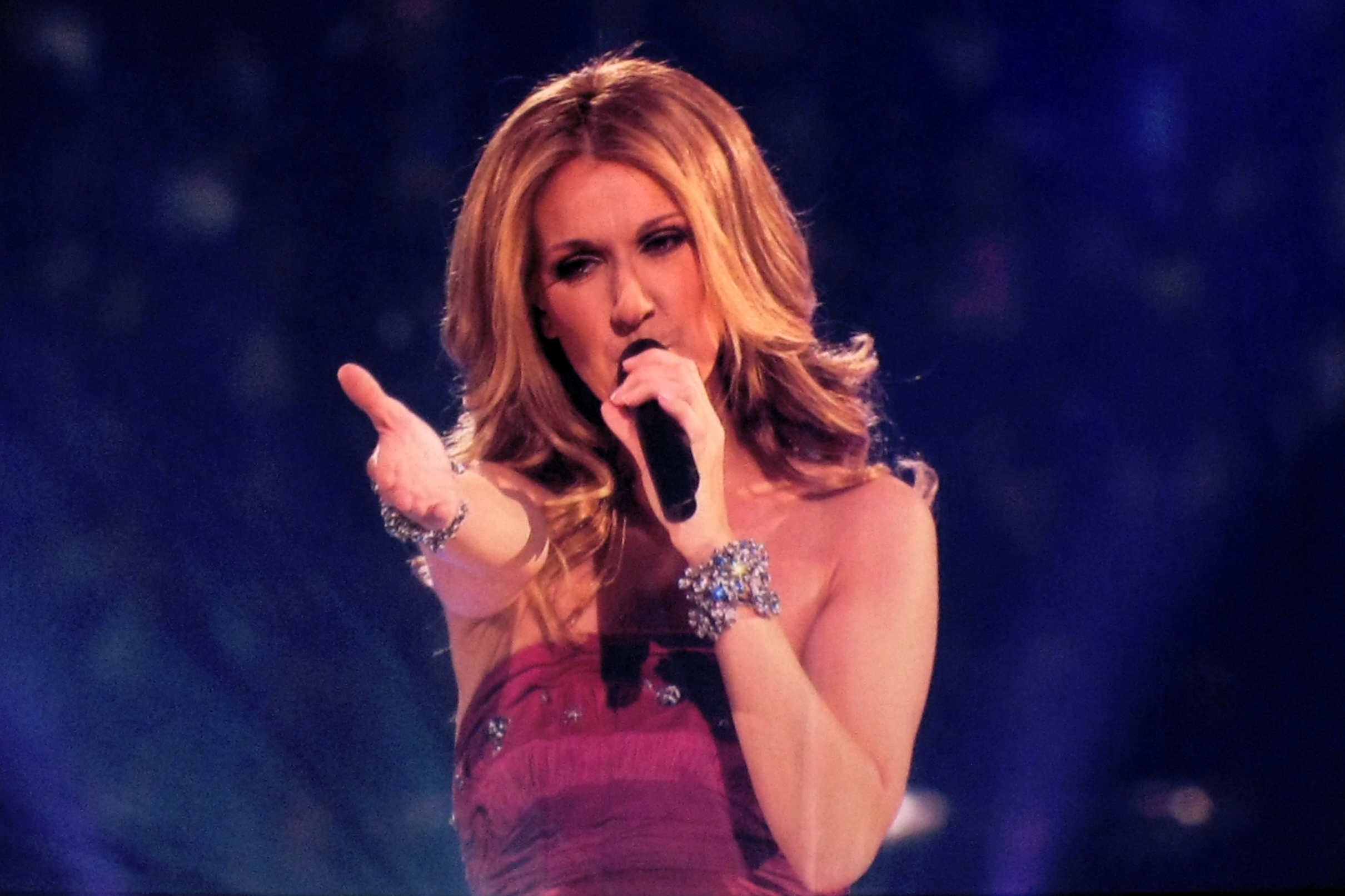
صُممت ألبومات سيلين ديون بشكل عام على أساس الأغاني الميلودرامية الناعمة الصخرية، مع رشاشات من uptempo البوب وغزوات نادرة في الأنواع الأخرى.

من بين الفنانين البارزين الذين كتبوا ا قصائد عاطفية في الثمانينيات ستيفي وندر وليونيل ريتشي وبيبو برايسون 

### الألفية الحديثة
كان الاتجاه الشائع في أوائل العقد الأول من القرن الحادي والعشرين هو إعادة مزج الأغاني الراقصة في القصائد الصوتية

### القرن الواحد والعشرون
في عام 2010، كان للموسيقيين أغاني مستقلة انتقلت إلى الرسوم البيانية المعاصرة للبالغين، بسبب صوتهم الثقيل. مثل اد شيران ومومفورد

## الأنواع

### موسيقى الجاز والبوب
معظم أغاني البوب وقصائد الجاز مبنية من بيت شعري تمهيدي واحد، وعادة ما يكون طوله حوالي 16 شطرا،

### أغاني البوب
الاستخدام الأكثر شيوعًا لمصطلح «أغنية» في موسيقى البوب وآر اند بي الحديثة هو أغنية عاطفية عن المشاعر الحميمة أو الانفصال أو الشوق.  عادة ما يرثي المغني حبًا مفقودًا، إما عندما يكون أحد الطرفين غافلاً عن وجود الآخر، أو حيث انتقل أحد الطرفين.

### أغاني السلطة
يحدد سامون فيث، عالم الموسيقى الاجتماعي أصول أغنية السلطة في الغناء العاطفي. ظهرت قصائد السلطة في أوائل السبعينيات، عندما حاول نجوم موسيقى الروك نقل رسائل عميقة إلى الجماهير مع الاحتفاظ بسحرهم «الروك مفتول العضلات». عادةً ما تعبر أغنية موسيقى الروك القوية عن الحب أو ألم الفؤاد من خلال كلماتها، وتتحول إلى كثافة بلا كلمات وتجاوز عاطفي مع قرع سريع على الطبول وغيتار كهربائي منفرد يمثل «القوة» في أغنية السلطة. 
يجادل آرون بأن أغاني الروك القوية اقتحمت التيار الرئيسي للوعي الأمريكي في عام 1976 حيث أعطت إذاعة FM فرصة جديدة للحياة لأغاني الحب السابقة باعتبارها نموذجًا أوليًا لأغنية السلطة، مدفوعة بصوت غيتار موسيقى الروك لتوني بيلوسو. كتبت فرقة موسيقى الهيفي ميتال البريطانية يهوذا بريست العديد من القصص الشعبية، بدءًا من ماوراء عالم الموت والحالم المخادع.
يُنسب الفضل إلى فرقة الروك الأمريكية Styx في إطلاق أول أغنية شعبية حقيقية، أغنية " Lady "، في عام 1973. يُطلق على كاتبها، دينيس دي يونغ، لقب «أب أغنية السلطة».
حينما ظهر الجرونج كنقطة معارضه لتجاوزات موسيقى الروك ا الجذابة في الثمانينيات، كان أحد الفروق في أسلوب الجرونج هو عدم وجود أغانٍ قوية، 
الفرق الغانئية مثل «نيكل باك» وآخرين ستمزج اغاني النشاط مع موسيقى أخرى، تحتوي بعض هذه الفرق أيضًا على البث الإذاعي المعاصر للبالغين، وأبرزها «ماتش بوكس»20 و «نيكل باك»، الذين يستمتعون بالبث المعاصر للبالغين.

### القصائد الغنائية اللاتينية
تشير القصائد الغنائية اللاتينية إلى القصيدة المشتقة من بوليرو التي كتبت في أوائل الستينيات في أمريكا الجنوبية وإسبانيا.
كان خوسيه خوسيه أحد أشهر مطربي القصص اللاتينية في السبعينيات والثمانينيات. المعروف باسم (أمير الأغنية)، قد باع أكثر من 40 مليون ألبوم في حياته وأصبح له تأثير كبير في وقت لاحق لمغني القصص مثل كريستيان كاسترو وأليخاندرو فرنانديز

## روابط خارجية
- سميثسونيان جلوبال ساوند: موسيقى الشعر — عينات صوتية من القصائد والأناشيد والأغاني في عداد القصص.
- The Oxford Book of Ballads ، كتاب كامل عام 1910 من تأليف Arthur Quiller-Couch